# Stanstead (Suffolk)
Stanstead ist ein Dorf und eine Verwaltungseinheit im District Babergh in der Grafschaft Suffolk, England. Stanstead ist 32,6 km von Ipswich entfernt. Im Jahr 2022 hatte Stanstead eine Bevölkerung von 362 Einwohnern. Die erstmalige Erwähnung des Dorfes lässt sich 1086 im Domesday Book als Stanesteda dokumentieren.